# The Gun Club
The Gun Club war eine US-amerikanische Rockband, die 1980 von dem Blondie-Fan Jeffrey Lee Pierce und Brian Tristan alias Kid Congo Powers zuerst unter dem Namen Creeping Ritual in Los Angeles gegründet wurde. Pierce rief die Gruppe ursprünglich  nur ins Leben, um seinem Freund Powers die Möglichkeit zu geben, in einer Band zu spielen. Erweitert wurde die Band schließlich durch den Bassisten Don Snowden sowie den Schlagzeuger Terry Graham. Snowden wurde jedoch früh von Rob Ritter abgelöst. Im Laufe der Jahre wechselte die Besetzung häufig, wobei Pierce das einzige konstante Mitglied blieb. Sein Tod im Jahr 1996 bedeutete das Ende der Band.

## Geschichte
Noch vor ersten Plattenaufnahmen verließ Gitarrist Powers die Formation und wechselte zu The Cramps. Als Ersatz stieß Ward Dotson zur Band. 1981 erschien das Debütalbum Fire of Love. Die Band erwies sich darauf als klassische amerikanische Rockband, die deutlich vom Blues & Rock ’n’ Roll, aber auch vom Bayou-Sound sowie Voodoo geprägt war. So wirkte Fire of Love wie eine Mischung aus Delta Blues und Creedence Clearwater Revival mit einem gehörigen Schuss Punk. Auch die Texte wirkten typisch amerikanisch (Ghost on the Highway, Black Train oder Preachin’ the Blues).
Eine anschließende acht Monate lange Tour forderte allerdings ihren Tribut. Gezeichnet vom Konsum von Alkohol und anderen Drogen entstand, teilweise im Krankenhaus, der Nachfolger Miami. Rob Ritter, dem inzwischen alles zu viel war, war hierauf nur noch als Gastmusiker vertreten. Auf der folgenden Tournee spielte schon seine Nachfolgerin Patricia Morrison. Miami bescherte der Gruppe vor allem in Europa den Durchbruch als Kultformation. Das Album orientierte sich noch stärker am Creedence-Clearwater-Revival-Sound als der Vorgänger und bot auch leicht psychedelische Einflüsse.
Aufgrund des Erfolges erschienen bald etliche halboffizielle Live- und Demoaufnahmen der Band. Beispiele dafür sind The Birth, The Death & The Ghost sowie Sex Beat ’81.
Ward Dotson verließ die Formation und wurde vom zurückgekehrten Kid Congo Powers ersetzt. Mit ihm entstand The Las Vegas Story, mit dem die Gruppe ihren Status hielt. Während der folgenden Europatournee 1984 verließ Terry Graham die Band. Nach der Tour brach die Formation ganz auseinander. Zum vorläufigen Abschied erschien die erste offizielle Liveplatte Danse Kalinda Boom.
Patricia Morrison wechselte zu The Sisters of Mercy (später spielte sie bei The Damned), Kid Congo Powers zu Nick Caves Bad Seeds, und Pierce spielte die Soloalben Wildweed sowie das experimentelle Flamingo ein.
1987 reformierte er die Gruppe in der Besetzung Pierce, Powers, Romi Mori (Bass – die Japanerin war Pierce’ Freundin) sowie Nick Sanderson (Schlagzeug, Ex-Clock DVA). Das Comebackalbum Mother Juno bewies, dass die Gruppe ihr Pulver noch lang nicht verschossen hatte und bot mit Titeln wie Hearts, Breaking Hands oder Port of Soul einige der besten Gun-Club-Stücke.
Der Nachfolger Pastoral Hide & Seek ließ jedoch erste Ermüdungserscheinungen erkennen. Wesentlich besser fiel die mit Interimsschlagzeuger Desi eingespielte Doppel-Maxi Divinity aus, auf der die Gruppe auch einige Livetracks bot. Mit Ahmed's Wild Dream erschien ein weiteres Livealbum. Es war das Abschiedsalbum von Powers, der kurz danach erneut ausstieg.
Gesundheitlich angeschlagen durch die Exzesse mit Alkohol und anderen Drogen stand die Arbeit am nächsten Album unter keinem guten Stern. Zudem wandte Romi Mori sich von Pierce ab und ging nun mit Sanderson, beide blieben aber der Band treu. Dementsprechend fiel Lucky Jim wieder stärker bluesorientiert aus, obwohl der Titel Optimismus verbreitete. Pierce arbeitete zu diesem Zeitpunkt auch an seiner Autobiographie, die Manuskripte erschienen zusammen mit seinen Songtexten unter dem Titel Go Tell the Mountain 1998 im Henry Rollins Verlag (2.13.61).
Am 31. März 1996 starb Pierce im Alter von 37 Jahren an einem Gehirnschlag.
Die New-Wave-Formation Blondie, mit der Pierce befreundet war, widmete ihm 1999 das Lied Under the Gun.
Die Hamburger Schule-Band Tocotronic widmete ihm 2007 das Lied Andere Ufer.

## Diskografie

### Alben
- 1981: Fire of Love (Ruby Records)
- 1982: Miami (Animal Records / Festival Records)
- 1984: The Las Vegas Story (Animal Records / Passport Records)
- 1987: Mother Juno (Red Rhino Records)
- 1990: Pastoral Hide & Seek (New Rose Records)
- 1993: Lucky Jim (What’s So Funny About)

### EPs
- 1983: Death Party (Animal Records)
- 1991: Divinity (New Rose Records)

### Singles
- 1981: Ghosts on the Highway / Sex Beat (Beggars Banquet)
- 1982: Fire of Love (Animal Records)
- 1988: Breaking Hands (Red Rhino Records)
- 1989: Sex Beat (New Rose Records)
- 1990: The Great Divide (New Rose Records)
- 1991: Pastoral, Hide & Seek (What’s So Funny About)
- 1993: Cry to Me (Sympathy for the Record Industry)

### Livealben
- 1983: The Birth, the Death, the Ghost (ABC Records / Head Music)
- 1985: Danse Kalinda Boom: Live in Pandora’s Box (Megadisc Records)
- 1992: Ahmed's Wild Dream (Solid Records)
- 1992: Live in Europe (Triple X Records)
- 2008: Larger Than Live! (Last Call)
- 2014: Destroy the Country (Cleopatra Records)
- 2014: Moonlight Motel (Cleopatra Records)

### Kompilationen
- 1985: Two Sides of the Beast (Dojo Records)
- 1992: In Exile (Triple X Records)
- 1997: Early Warning (Sympathy For The Record Industry)
- 2007: Da Blood Done Signed My Name (Castle Records)
- 2015: Mother Berlin (Bang! Records)
- 2017: Elvis from Hell (Bang! Records)
- 2017: In My Room (Bang! Records)

### VHS/DVD
- 1994: Live at the Hacienda 1983 (Visionary Communications)
- 1995: Preaching the Blues (Visionary Communications)
- 2006: Ghost on the Highway (French Fan Club)
- 2006: Live at the Haçienda 1983/84 (Cherry Red Films)
- 2007: Fire of Love (Cherry Red Films)